# Klokkenhof
Klokkenhof is een flatgebouw in Amsterdam-Zuid.

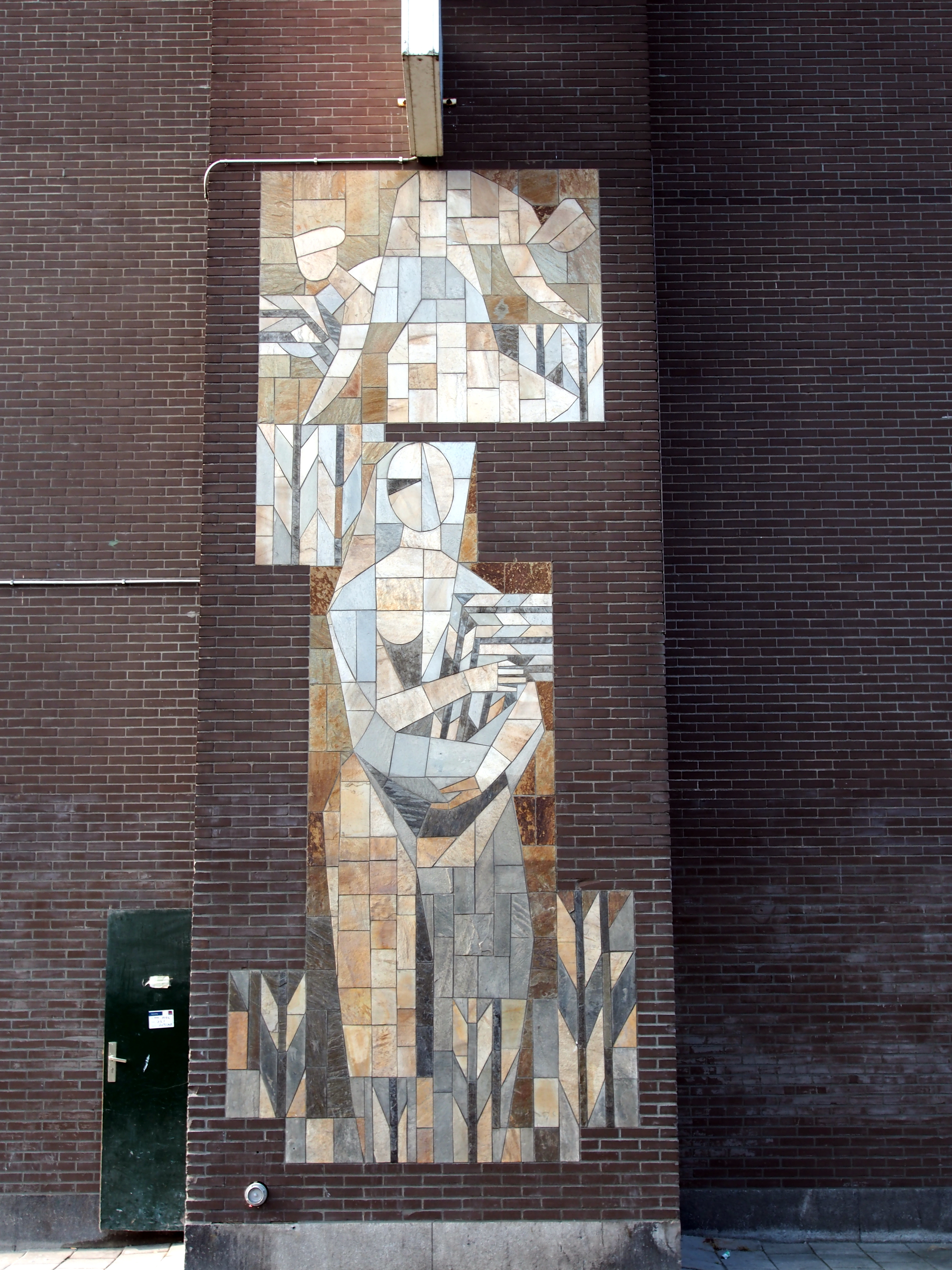
Kunstwerk van Jan Goeting in noordgevel (mei 2016)

Het is gelegen op de zuidoosthoek van het Surinameplein en de Haarlemmermeerstraat, dat nog net tot Amsterdam-Zuid behoort; de grens ligt op de Cornelis Lelylaan. Het vormt sinds de oplevering een blikvanger op het plein. De omgeving kent voornamelijk woonhuizen in 3 à 4 lagen met daarop een zadeldak. Klokkenhof telt veertien etages en is circa 45 meter hoog. 
Het gebouw heeft sinds de oplevering een hotel-restaurant op de begane grond en eerste verdieping (het Belfort Hotel, een belfort of hallentoren is een middeleeuwse wachttoren met een stormklok). Daarboven zijn 144 flats gesitueerd voor alleenstaande werkende vrouwen. Het werd gebouwd in opdracht van aannemer/projectontwikkelaar Huibert van Saanen, die eerder betrokken was bij de bouw van Oranjehof, voor dezelfde doelgroep. Bij oplevering was er in de aanbouw een filiaal gevestigd van de Amsterdamse bibliotheken.
De plannen voor het gebouw zouden uit 1959 dateren, oplevering vond plaats in 1962. De keus voor een hotel op deze plek was logisch vanwege de Cornelis Lelylaan, die in de toekomst zou gaan dienen als grote toevoerroute (Stadsroute 106) naar de binnenstad. Voor de deur van het flatgebouw ligt dan ook de brede stadsbrug brug 386 over de Westlandgracht. Het ontwerp is afkomstig van de architecten Cornelis Wegener Sleeswijk en Sijtse Johannes Sophius Wichers. Het hotelgedeelte werd in mei 1962 geopend.
De naam Klokkenhof dankt zijn naam aan de beiaard, dat geplaatst is aan de bovenzijde van de noorder zijgevel. Dat speelde automatisch haar muziek af op de 28 klokken, gegoten door de Klokkengieterij Eijsbouts in het Noord-Brabantse Asten. In diezelfde noordgevel is een metershoog tegelmozaïek van Jan Goeting geïntegreerd wat de Bijbelse figuur Ruth zou voorstellen. Jarenlang was bovenop het gebouw een lichtreclame van Ennia en later Aegon te zien. Het gebouw steeg door sloop van andere "lelijke gebouwen" steeds hoger in de lijst van "Lelijkste gebouw van Amsterdam". 
De buurt kreeg in de jaren tien te maken met onderzoeken naar mogelijke verdichting van de stadsbebouwing. Daarbij werd onder meer gekeken of de aanwezige bebouwing nog wel aan de eisen voldeed en zo nee, of die bebouwing dan gesloopt moest worden. Om die dreiging voor te zijn liet Erfgoedvereniging Heemschut onderzoeken welke mogelijkheden er zijn om dit beeldbepalend gebouw te behouden. Stadsdeel Zuid heeft op 16 juni 2020 op verzoek die vereniging de Klokkenhof en het naastgelegen voormalige bibliotheekgebouw aangewezen als gemeentelijk monument. Het bleef daardoor in ieder geval behouden. In 2022 begon de uitwerking van de plannen om het gebouw en haar onmiddellijke omgeving te renoveren, vernieuwen (124 nieuwbouwwoningen) en daardoor te kunnen overgaan tot herontwikkeling.